# الخلقية الجديدة
الخلقية الجديدة (بالإنجليزية Neo-creationism) هي حركة علمية زائفة تهدف إلى إعادة صياغة معتقد الخلقية بأسلوب مبسط للعامة وواضعي السياسات والمعلمين والمجتمع العلمي. تهدف الحركة إلى إعادة تأطير الجدل القائم حول أصل الحياة باستخدام مصطلحات غير دينية دون اللجوء إلى النصوص المقدسة. جاءت الخلقية الجديدة استجابةً للحكم الصادر عن المحكمة العليا في الولايات المتحدة في قضية إدواردز وأغويلارد عام 1987، الذي نص على أن الخلقية عبارة عن مفاهيم دينية متأصلة، وأن تأييد صحتها ودقتها في المناهج الدراسية الحكومية يُعد خرقًا لبند التأسيس في التعديل الأول لدستور الولايات المتحدة.
يرى منهج الخلقية الجديدة أن العلم الأرثوذكسي الموضوعي ظاهريًا الذي يستند إلى المذهب الطبيعي هو دين إلحادي دوغمائي، ويقول مناصروه إن الطريقة العلمية تستثني بعض التفسيرات الممكنة للظواهر، خاصةً تلك التي تدل على وجود عناصر فوق طبيعية، وبالتالي تُقصي الرؤية الدينية فعليًا من المساهمة في فهم الكون. يقود هذا إلى تعارض مفتوح وعدائي غالبًا مع ما يطلق عليه مناصرو الخلقية الجديدة مصطلح «الداروينية» الذي يعنون به التطور، لكنهم قد يوسعونه ليشمل مفاهيم أخرى مثل التولد التلقائي وتطور النجوم ونظرية الانفجار العظيم.
يُعد معهد دسكفري ومركزه للعلم والثقافة من المنظمات البارزة التي تتبنى نهج الخلقية الجديدة. لم يستطع أتباع الخلقية الجديدة حتى الآن تأسيس خط واضح من البحث العلمي المشروع، إذ يفتقرون منذ عام 2015 إلى الشرعية العلمية والأكاديمية حتى بين الكثير من الأكاديميين من الكليات المسيحية الإنجيلية.
ترى إيوغيني سكوت ونقاد آخرون أن الخلقية الجديدة أكثر أشكال اللاعقلانية نجاحًا. إن الشكل الأساسي لهذا المنهج هو التصميم الذكي، وهناك نظرية أخرى يُنظر فيها أحيانًا، نظرية الظهور المفاجئ، التي تفترض الظهور المفاجئ للكون وأول أشكال الحياة فيه، وظهور النباتات والحيوانات فجأةً في صيغة معقدة.

## الدوافع
كان الخوف من دحض المعتقدات الدينية نتيجة دراسة التطور الدافع الأكبر لظهور حركة الخلقية الجديدة. يبرر الخلقيون الجدد اتباعهم هذا النهج بحجة أن المجتمع يعاني من «عواقب ثقافية مدمرة» نتيجة تبني المنهج المادي، ويعتبرون أن العلم سبب الانسياق نحو المادية، كونه لا يقبل سوى التفسيرات الطبيعية.
يعتقد مناصرو الخلقية الجديدة أن نظرية التطور توحي بانعدام الطبيعة الروحية لدى البشر، وعدم وجود هدف أخلاقي أو معنى جوهري، وبالتالي يُنقص التطور من قيمة الحياة البشرية مؤديًا إلى ارتكاب الفظائع، ويتخذون من نظام حكم هتلر النازي مثالًا. يسعى أنصارالحركة إلى «دحض النظرة المادية للعالم» التي تقدمها نظرية التطور على حساب «علم يوافق المعتقدات المسيحية والألوهية». يقول فيليب إي. جونسون «أبو» حركة التصميم الذكي إن هدف الحركة «تأكيد حقيقة الإله».

## أسلوب الخلقية الجديدة
يعتمد الخلقيون الجدد في صدامهم مع العلوم على سجالات تركز على الفجوات في فهم أدبيات علم الأحياء أو التناقضات البسيطة التي تشوبه، ثم يخرجون بتصريحات حول ما يمكن أو لا يمكن حدوثه في الأنظمة الحية. يقول نقاد الخلقية الجديدة إن علم أتباع هذا النهج يشمل اقتباسات ملغمةً من أدب علم الأحياء (ومنها معلومات عفا عليها الزمن) مليئةً بالزلات أو التناقضات البسيطة، أو أمثلةً جدليةً من داخل الأدب العلمي.
يستند أنصار الخلقية الجديدة إلى هذه التناقضات الداخلية، التي تشكل أساسًا لعمل جميع العلوم الطبيعية، لتقديم دليل إلى الجمهور على احتيال الداروينية وانهيارها الوشيك. يرى النقاد أن هؤلاء يستغلون المشكلات التقنية التي تواجه علم الأحياء ونظرية التطور لدعم وجهة نظرهم، متوجهين إلى العامة غير المثقفة علميًا بما يكفي لتتبع التفاصيل المعقدة والصعبة أحيانًا.
يرى روبرت بينوك أن مناصري التصميم الذكي «يتصنعون خلافًا» ليفسروا غياب الجدل العلمي حول ادعاءاتهم: «إن «الادعاءات» العلمية لأمثال هؤلاء، مثل جونسن ودنتون وبيهي، تعتمد جزئيًا على فكرة أن هذه القضايا (المتعلقة بالتطور) لا تأخذ صدى كبيرًا بين علماء الأحياء». «وفقًا لأتباع الخلقية الجديدة، إن الغياب الواضح للنقاش والرفض العالمي شبه التام لنهج الخلقية الجديدة نابع من مؤامرة اجتمع عليها علماء الأحياء، وليس نتيجة نقص الاستحقاق العلمي».
ترى إيوغيني سكوت أن الخلقية الجديدة «مزيج من الاستراتيجيات المعادية للتطور تسببت بها قرارات شرعية ضد قوانين تساوي الوقت بين الخلقية والتطور». هذه القرارات الشرعية في قضيتي «مكلين وأركاناز» و«إدواردز وأغويلارد» قضت بتعليم علم الخلق بصفته بديلًا عن التطور في صفوف العلوم في المدارس الحكومية.
تعد سكوت أن نشر فكرة التصميم الذكي والاستراتيجيات الأخرى المتنوعة لمناصري نظرية التصميم، مثل تعليم الجدل والتحليل الناقد للتطور، أفضل مثال على الخلقية الجديدة.
يرفض الخلقيون الجدد مصطلح «الخلق الجديد» بحجة أنه ينطوي على ازدراء. إن أي عملية ربط بين وجهة نظرهم ومنهج الخلقية تقوض هدفهم بالظهور كمدافعين عن الشكل الجديد من العلم. يقدم هؤلاء أنفسهم للجمهور غير العلمي على أنهم أصحاب العلم الصحيح، وهذا أحيانًا عبر إعادة تعريف العلم ليناسب احتياجاتهم. يُعد هذا مرفوضًا للأغلبية العظمى من ممارسي العلوم الفعلية. يدعي أتباع الخلقية الجديدة أنهم يقدمون ويديرون علمًا صحيحًا مساويًا لنظرية التطور أو يفوقها حتى، لكنهم لم يجروا بعد بحثًا أو اختبارًا علميًا معترفًا به يدعم ادعاءاتهم، وبدلًا من هذا، إن أكثرية أعمالهم منشورات تستهدف عموم الشعب والمشرعين وواضعي السياسات.
إن أغلب أعمالهم المنشورة جدلية في طبيعتها، إذ تعارض وتفند ما يرونه «الأرثوذكسية العلمية» التي تدافع عن الداروينية وتحميها، وتهاجم البدائل المزعومة مثل التصميم الذكي وتسخر منها. من الأمثلة على سجالات الخلقيين الجدد وثيقة إستراتيجية إسفين التي أصدرها معهد دسكفري، وكتاب محاكمة داروين لمؤلفه فيليب إي. جونسون، وكتاب من داروين إلى هتلر لمؤلفه ريتشارد فيكارت. مول معهد دسكفري الأبحاث المرتبطة بكتاب فيكارت وروّجه. يرتبط كل من جونسون وفيكارت بمعهد دسكفري، إذ يعمل جونسون مستشار برامج، بينما نال فيكارت زمالةً من المعهد.

## نقد الخلقية الجديدة
ربطت جميع الأسماء التالية صراحةً بين الخلقية التقليدية والخلقية الجديدة والتصميم الذكي. لا تدعم جميع انتقادات الخلقية الجديدة نظرية التطور. تقبل هنري موريس -وهو من أتباع نظرية خلق الأرض الفتية- هذا المصطلح، لكنه عارض منطق الخلقية الجديدة لأنه لا يتبع الكتاب المقدس. دعا مركز الكنيسة المعمدانية للأخلاقيات إلى «تجديد التزام المعمدانيين بفصل الكنيسة عن الدولة منعًا للإكراه على اعتناق معتقد طائفي معين في المدارس الحكومية بأساليب مثل نشر الصلاة المدرسية المكتوبة وتعليم الخلقية الجديدة....».
- باربرا فورست، مؤلفة مشاركة في كتاب حصان طروادة المنهج الخلقي: إسفين التصميم الذكي (رقم الكتاب المعياري الدولي: 0-19-515742-7).
- جون هات عالم اللاهوت في جامعة جورجتاون.
- الصحفي كريس موني مؤلف كتاب الحرب الجمهورية على العلوم (رقم الكتاب المعياري الدولي 0-465-04675-4).
- ماسيمو بيجليوتشي.[38]
- إيوغيني سكوت.[39]
- روبرت بينوك.